# Пјер Нкурунзиза
Пјер Нкурунзиза (фр. Pierre Nkurunziza; Буџумбура, 18. децембар 1964 − Каруси, 8. јун 2020) био је бурундијски политичар и председник Бурундија од 2005. па до смрти 2020. године. До преузимања функције председника био је шеф владајуће партије Национално веће за одбрану демократије – снаге за одбрану демократије (ЦНДД-ФДД).

## Биографија
Рођен је 1964. године у бурундијском главном граду Буџумбури. Основну школу завршио је у Нгозију.
Његов отац, Јусташ Нгабиша, био је посланик у парламенту Бурундија од 1965. године, а касније је постао гувернер две провинције. Убијен је 1972. године, током међуетничког насиља у којем је живот изгубило 400.000 становника Бурундија, а већи број њих побегао у избеглиштво.
Нкурунзиза је био предавач на Универзитету Бурунди, када је 1993. године у атентату убијен први демократски изабрани Хуту председник Мелхиор Ндадаје; тада је избио грађански рат.
Придружио се ЦНДД-ФДД-у као војник 1995. године, након што је војска напала универзитетски кампус. У интервјуу за хуманитарну агенцију ИРИН 2004. пристеио се тих догађаја: „Године 1995, војска Тутсија напала је кампус и убила 200 студената. И мене су покушали да убију. Нападачи су пуцали на моја кола, али сам успео да побегнем. Запалили су ми кола. Тада сам се прикључио ЦНДД-ФДД-у као војник. Тај рат нам је био наметнут; ми га нисмо започели“.
По напредовању кроз хијерархију, 1998. године био је постављен за заменика генералног секретара ЦНДД-ФДД, а 2001. изабран за председника партије. Августа 2004, поновно је изабран за њеног председника.
Крајем 2003. године, по потписивању мировног споразума и завршетку грађанског рата, именован је за министра за добро управљање у привременој влади председника Домисијана Ндајизејеа.
Након низа победа ЦНДД-ФДД у изборима одржанима јуна и јула 2005. године, Нкурунзиза је био предложен за председничког кандидата. Посланици парламента су га једногласно изабрали за председника државе 19. августа 2005. године; кабинет је преузео 26. августа. Нови председник преузео је власт над земљом недавно опустошеном 10-годишњим грађанским ратом. Напорно је радио како би вратио ред и мир међу народом Бурундија. Његова политика темељи се на обнови и националном помирењу, те опоравку привреде и политичкој стабилности. Један од његових приоритета јесте искорењивање глади у Бурундију. Покренуо је пројекат радова заједнице сваке суботе, обезбедио бесплатно образовање у основним школама и бесплатну здравствену негу за све испод пет година старости и за труднице.
Поновно је победио на изборима 2010. године, освојивши други мандат и упркос бојкоту опозиције освојио је 91% гласова. Заклетву је положио 26. августа 2010. године.

## Награде и признања
Добитник је бројних награда и признања, од којих су нека При пур ла пе (Prix pour la Paix) у Дурбану 2006, Оскар де пе (Oscar de Paix), почасни докторат Латинског универзитета за теологију у Калифорнији и остало. Добитник је бурундијске награде за заштиту околине и природе, Комисија УН за консолидацију мира уручила му је Награду за мир, 2009. у Најробију је добио награду Узор вође за Нову Африку. Године 2010, индијска фондација уручила му је награду Афричка звезда у успону, истакавши га као узор за изградњу мира и развоја целе Африке.

## Приватни живот
Нкурунзиза је одрастао у породици са шесторо браће и сестара. Њих двоје убијено је током грађанског рата, а троје је погинуло борећи се у редовима ЦНДД-ФДД. До данас је жива само једна његова сестра.
Познат је као велики љубитељ спорта. Страствени је играч фудбала и често вози бицикл. Године 2004, док је био државни министар, основао је Академију фудбала чији су чланови преко 300 деце широм Бурундија. Нкурунзиза на тај начин користи спорт као једно од средстава изградње мир и помирења у земљи.
Оженио се 1994. године и у браку са својом супругом има петоро деце.